# Hengelo raccordement AKZO
Het Akzo-raccordement in Hengelo lag ten zuiden van het Twentekanaal op het terrein van AkzoNobel. In Twente was deze lijn ook bekend onder de naam Akzo-lijntje. Het was een aftakking op de voormalige spoorlijn Hengelo-Boekelo.

## Geschiedenis
In 1972  werd de spoorlijn tussen Akzo en Boekelo opgebroken. Het spoor tussen Akzo en de spoorlijn Hengelo-Enschede bleef intact.
Er vertrokken goederentreinen vanaf de Akzo met zout (schuifwandwagen). Tot en met 2006 reden regelmatig goederentreinen met chloor van en naar deze vestiging van Akzo, daarna mocht dat alleen nog incidenteel, in noodgevallen.
Inmiddels kan dit niet meer want de chloorfabriek is afgebroken en de laadplaats voor chloor is verwijderd.
In april 2008 schrapte Railion de bediening maar sinds december 2008 reden er weer treinen die werden bediend door ACTS. Later nam het inmiddels tot DB Schenker Rail omgedoopte Railion de bediening weer voor haar rekening, waarna op 24 december 2013 voor de laatste keer de Akzo-vestiging in Hengelo werd bediend.

## Ontwikkelingen
In maart 2014 is het raccordement vanaf het aansluitwissel van de AKZO, tot het eind van de lijn opgebroken. Bediening van de AKZO per spoor is niet meer mogelijk. De rest van de spoorlijn, tussen het raccordement en de lijn Hengelo-Enschede, bleef liggen en is thans in gebruik voor recreatief  spoorfietsen.

## Galerij

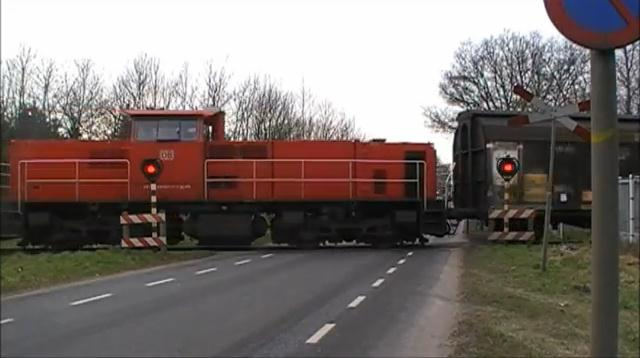
Overweg Boortorenweg met een trein die de AKZO verlaat (2013)
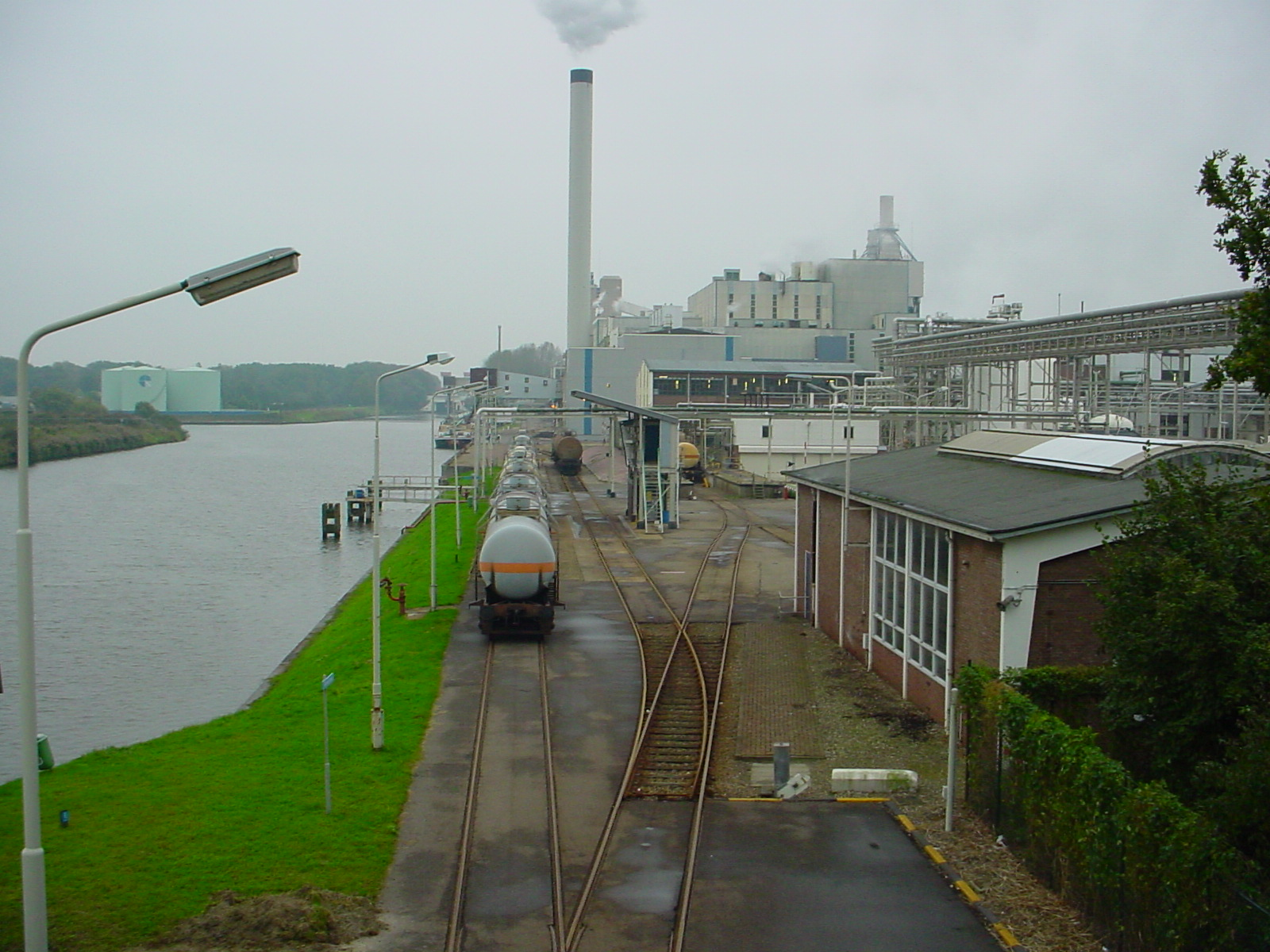
Raccordement AKZO in 2002 met chloorwagons